# Santa María de Montederramo
Montederramo (llamada oficialmente Santa María de Montederramo) es una parroquia y una villa del municipio español de Montederramo, en la provincia de Orense, Galicia.

## Organización territorial
La parroquia está formada por tres entidades de población:
- Graña (A Graña)
- Montederramo
- Sanfitoiro[6]

## Demografía

### Parroquia
| Gráfica de evolución demográfica de Montederramo (parroquia) entre 2000 y 2022 |
|                                                                                |
| Datos según el nomenclátor publicado por el INE.                               |

### Villa
| Gráfica de evolución demográfica de Montederramo (villa) entre 2000 y 2022 |
|                                                                            |
| Datos según el nomenclátor publicado por el INE.                           |